# Hästvam

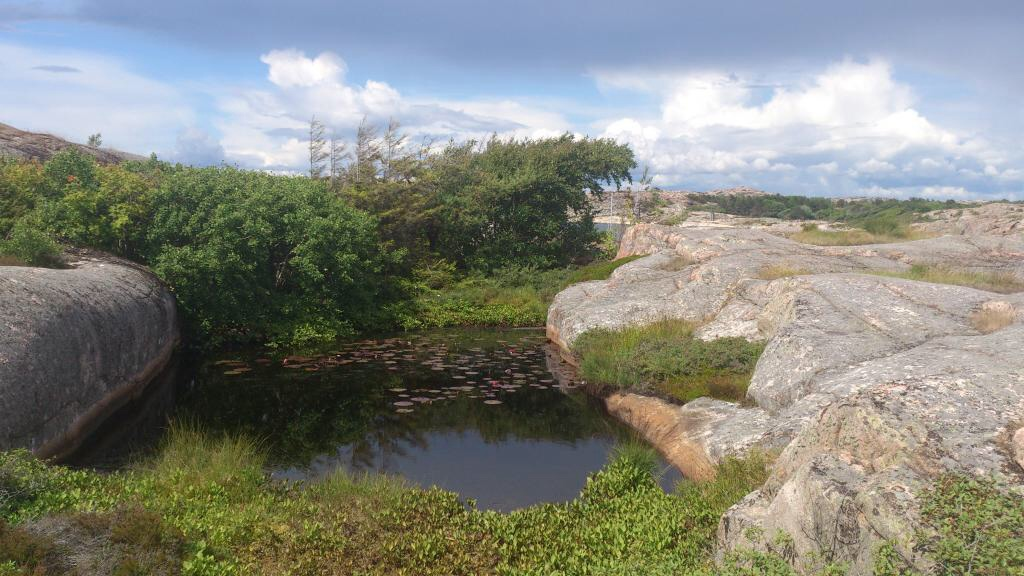
Vattensamling med röda näckrosor på ön Hästvam i fjällbackaskärgården.

Hästvam eller Hästvom på mål är en ö i Tanums kommuns södra skärgård, Bohuslän, Västra Götalands län. Ön ligger drygt 4 km sydväst om Fjällbacka. Hästvam är en relativt liten klippö 150 m bred och 500 meter lång.

## Historia
Hästvams första kända bebyggare är två änkor, som fanns här vid slutet av 1700-talet. 
Av de två hus, som fortfarande finns kvar på Hastvam, har ett flyttats från Storön på Väderöarna. Det var 1831 som den tidigare mästerlotsen Gabriel Sandmark flyttade sitt bostadshus och sjöbod över Väderöfjorden. Sjöboden finns också kvar på ön. Flytten var kulmen på en infekterad strid mellan Dykeribolaget och lotsarna på Väderöarna. Ättlingar till Sandmark, som var de sista fast bosatta på Hästvam året runt, flyttade in till Fjällbacka 2005. Fortfarande är byggnaderna i släktens ägo, men idag som sommarbostäder.
Öns strategiska läge vid den dåvarande yttre bohuslänska kustleden gjorde att det placerades en tullstation på ön vid mitten av 1800-talet. Fyra byggnader byggdes för tullens behov. Ett skäl till placeringen på Hästvam kan ha varit att platsen kunde ge god uppsikt över den omfattande och inna beryktade krogverksamheten på Florön. År 1911 flyttades tullstationen från Hästvom till Dyngö, cirka 1 kilometer norrut i segeleden.
Vid skiftet mellan 1800- och 1900-tal var det 27 människor fast bosatta på Hästvam.

## Botanik
Det finns en liten vattensamling på den sydöstra delen av ön, i denna finns det röd näckros.

## Etymologi
Vam eller vom betyder buk på djur. Öns kontur skulle kunna liknas vid en hästs buk.